# Земцов Володимир Іванович
Володи́мир Іва́нович Земцо́в (13 січня 1951, село Герменчик, тепер Бабаюртівського району, Дагестан, Російська Федерація) — радянський діяч, майстер бурової свердловини гідрогеологічної експедиції виробничого об'єднання «Туркменгеологія» міста Байрам-Алі Марийської області Туркменської РСР. Член ЦК КПРС у 1990—1991 роках.

## Життєпис
З 1974 року працював робітником гідрогеологічної експедиції в Актюбінському районі Актюбінської області Казахської РСР.
У 1975 році закінчив геологорозвідувальний технікум у місті Старий Оскол Бєлгородської області.
У 1975—1983 роках — технік-гідрогеолог, буровий майстер Східної геолого-геофізичної експедиції в місті Байрам-Алі Марийської області Туркменської РСР.
Член КПРС з 1978 року.
У 1983—1986 роках — буровий майстер нафтогазорозвідувальної експедиції глибокого буріння в місті Байрам-Алі Марийської області.
У 1986—1987 роках — буровий майстер геологорозвідувальної експедиції виробничого об'єднання «Туркменгеологія» міста Байрам-Алі Марийської області.
З 1987 року — майстер бурової свердловини гідрогеологічної експедиції виробничого об'єднання «Туркменгеологія» міста Байрам-Алі Марийської області Туркменської РСР.
Подальша доля невідома.